# Древан
Древан (фр. Drevant) насеље је и општина у централној Француској у региону Центар (регион), у департману Шер која припада префектури Сент Аман Монрон.
По подацима из 2011. године у општини је живело 563 становника, а густина насељености је износила 116,32 становника/km². Општина се простире на површини од 4,84 km². Налази се на средњој надморској висини од 168 метара (максималној 250 m, а минималној 153 m).

## Демографија
| 1962. | 1968. | 1975. | 1982. | 1990. | 1999. | 2011. |
| ----- | ----- | ----- | ----- | ----- | ----- | ----- |
| 260   | 283   | 355   | 486   | 533   | 610   | 563   |

График промене броја становника у току последњих година